# Валентей, Игнатий Александрович
Игна́тий Алекса́ндрович Валентей (Валентэй) (1895, Цеханов — 23 сентября 1937, Москва) — российский военный лётчик, организатор гражданской авиации в СССР, кинооператор, режиссёр документального кино, конструктор, изобретатель, редактор.

## Биография
Родился в 1895 году в Цеханове Плоцкой губернии в семье почтового служащего. По семейной легенде происходил из обрусевших итальянцев. Учился в гимназии.
С 1911 года — на действительной военной службе в 6-й воздухоплавательной роте. Перед началом Первой мировой войны имел звание унтер-офицера, служил в 34-м авиационном отряде 3-го Сибирского армейского корпуса 10-й армии. Летом 1915 года участвовал в обороне крепости Осовец, являлся лётчиком-наблюдателем. В октябре 1915 года был откомандирован в авиационную школу. После окончания школы возвратился на фронт. Был произведён в прапорщики инженерных войск. В мае 1917 года получил ранение. В качестве уполномоченного собранием граждан Москвы в июле 1917 года подписал обращение в Московский Совет рабочих и солдатских депутатов с требованием принять меры к воспрепятствованию «проявления вредной в настоящее время пропаганды» и приезда В. И. Ленина в Москву.
После Октябрьской революции перешёл в ряды Рабоче-крестьянского Красного Воздушного Флота. Служил в штабе авиации при Верховном главнокомандующем и комиссаре по военным делам H. В. Крыленко. Участвовал в ликвидации Царской ставки в Могилеве. В 1918 году — редактор и издатель журнала «День авиации». В 1918—1922 годах — секретарь, заведующий редакцией журнала «Вестник Воздушного Флота», исполняющий обязанности заведующего авиационным издательством. В 1919 году руководил Киевской военной школой лётчиков. После слияния Киевской и Московской школ преподавал в Московской авиационной школе, в дальнейшем был назначен заместителем начальника школы. Входил в состав членов-учредителей планерного кружка «Парящий полёт» при Научной редакции Главвоздухофлота. Участвовал в работе IV съезда работников воздушного флота (1921).
Инициатор создания первого советского гражданского самолёта — трёхместного пассажирского биплана «Синяя птица» на базе трофейного военного самолёта-разведчика «Шнейдер». Один из первых организаторов гражданской авиации в Российской Советской Республике. В мае 1922 года стал одним из учредителей первой частной советской авиакомпании — товарищества «Научно-экспериментальная станция „Авиакультура“», которое было совместным предприятием с подразделением Junkers в СССР, Junkers Luftverkehr Russland. Являлся директором Воздушной линии «Авиакультуры» Москва — Нижний Новгород. В июле 1922 года «Авиакультура» организовала первый в Советской России полёт гражданского самолёта по маршруту Москва — Нижний Новгород, с августа 1922 года было открыто регулярное воздушное сообщение между этими городами. Первым в СССР предложил использовать авиацию в сельском хозяйстве. Осенью 1923 года принимал участие в испытании планеров на I Всесоюзных планерных испытаниях.
В 1924—1928 годах — оператор, режиссёр на кинофабриках «Межрабпом-Русь» и АО «Совкино». Проводил киносъёмку на III Всесоюзных планерных испытаниях (1925). Работая над фильмом «За тюленями в полярные льды», участвовал в рейсе ледокола «Александр Сибиряков», проводил киносъёмку Арктики с самолёта. В 1928 году в качестве кинооператора участвовал в поисковой экспедиции на ледоколе «Малыгин» по спасению дирижабля Умберто Нобиле «Италия». На основе кинохроники, снятой В. Блувштейном на «Красине» и И. Валентеем на «Малыгине», был создан документальный фильм «Подвиг во льдах».
В дальнейшем отошёл от кино. Работал конструктором-изобретателем на заводе «Авиаприбор» (с 1936 года — Московский завод № 213). Автор ряда изобретений в области авиатехники.

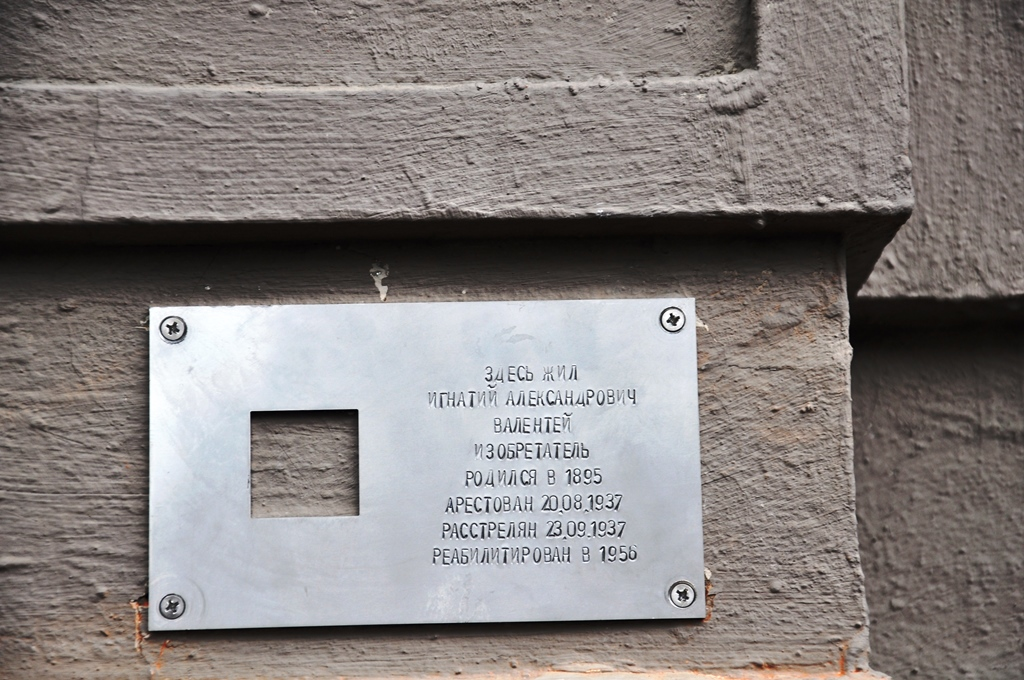
Табличка последнего адреса на доме 26/8 по 4-й Тверской-Ямской улице

Арестован 17 августа 1937 года. На допросах был обвинён в проявлении повышенного интереса к продукции завода, на котором работал. 21 сентября 1937 года Комиссией НКВД СССР и прокурора СССР был приговорён к ВМН за участие в контрреволюционной террористической организации. Расстрелян 23 сентября 1937 года. Место захоронения — Москва, Донское кладбище.
Реабилитирован 20 октября 1956 года Военной коллегией Верховного суда СССР.

### Семья
- жена — Зинаида Дмитриевна Валентей (1898—?)[43][44].
  - сын — Дмитрий Игнатьевич Валентей (1922—1994), советский и российский социолог, доктор экономических наук, профессор, руководитель Центра по изучению проблем народонаселения экономического факультета МГУ[43].

## Награды
- Георгиевские кресты II, III и IV степени (Российская империя)[4].

## Фильмография
Режиссёр
- 1925 — Бич полей / Саранча (документальный)
- 1925 — Нижегородская ярмарка (документальный)
- 1925 — Перелёт Москва — Токио (документальный)
- 1925 — Перелёт Токио — Москва (документальный)
- 1925 — Штурм с неба / Самолёт на службе культуры (документальный)
- 1927 — За тюленями в полярные льды (документальный)

Оператор
- 1924 — Всесоюзные воздухоплавательные состязания (документальный)
- 1925 — Бич полей / Саранча (документальный)
- 1925 — Нижегородская ярмарка (документальный)
- 1925 — Перелёт Москва — Токио (документальный)
- 1925 — Перелёт Токио — Москва (документальный)
- 1925 — Штурм с неба / Самолёт на службе культуры (документальный; совместно с С. Гороховым)
- 1927 — За тюленями в полярные льды (документальный)
- 1927 — Побеждённый душитель (учебный)
- 1928 — Подвиг во льдах (документальный; совместно с В. Блувштейном и Е. Богоровым)[45]